# La Libertad (El Oro)
La Libertad (span. für „die Freiheit“) ist eine Ortschaft und eine Parroquia rural („ländliches Kirchspiel“) im Kanton Las Lajas der ecuadorianischen Provinz El Oro. Die Parroquia besitzt eine Fläche von 82,33 km². Die Einwohnerzahl lag im Jahr 2010 bei 802. Die Parroquia La Libertad wurde am 26. Oktober 1987 gegründet.

## Lage
Die Parroquia La Libertad liegt in den westlichen Ausläufern der Anden im Südwesten von Ecuador. Entlang der südlichen Verwaltungsgrenze fließt der Río Puyango nach Westen. Die Quebrada Las Lajas begrenzt das Areal im Norden. Der 660 m hoch gelegene Hauptort La Libertad befindet sich knapp 8,5 km südwestlich des Kantonshauptortes La Victoria. ´
Die Parroquia La Libertad grenzt im Norden an das Municipio von La Victoria, im Osten an die Parroquia El Paraíso, im Süden an die Provinz Loja mit der Parroquia Alamor (Kanton Puyango) sowie im Westen an Peru.

## Orte und Siedlungen
Neben dem Hauptort La Libertad gibt es in der Parroquia die folgenden Recintos: Bellavista, Cañas, Chiriboga, La Avanzada, Los Amarillos, Puyango, San Antonio und San José.

## Tourismus
Am Flussufer des Río Puyango liegt der „Versteinerte Wald von Puyango“ mit fossilen Baumstämmen.